# Прищепенко, Наталья Геннадиевна
Наталья Геннадиевна Прищепенко (род. 1973, Междуреченск) — российская и немецкая скрипачка.

## Биография
Родилась в семье музыкантов. Отец, Геннадий Прищепенко — виртуоз-балалаечник, солист оркестра народных инструментов; мать, Тамара Прищепенко — скрипачка, преподаватель музыкального училища. Первые уроки игры на скрипке Наташа в семилетнем возрасте получила у своей матери. Позже Н.Прищепенко поступила в Новосибирскую консерваторию в класс известного музыкального педагога Захара Брона. В 1989 г., когда Брон стал профессором Любекской консерватории, Прищепенко отправилась в Любек вместе с ним и с тех пор живёт преимущественно в Германии, в Берлине.

## Творческие контакты
Помимо сольной карьеры, Прищепенко также выступает в партии первой скрипки в берлинском «Артемис-квартете». Наталья Прищепенко играла также в ансамблях с Эдуардом Бруннером, Ким Кашкашьян, Наталией Гутман, Давидом Герингасом.

## Репертуар
В репертуаре скрипачки — Моцарт, Бетховен, Брамс, Дворжак, Рихард Штраус, Хуго Вольф, Яначек, Александр фон Цемлинский, Шёнберг, Альбан Берг,  А. Веберн, Дьёрдь Лигети и др.

## Признание
- В 1990 г. — Наталья Прищепенко выиграла Международный конкурс скрипачей имени Паганини в Генуе.
- В 1992 г. — победа на конкурсе в Токио
- В 1993 г. — приз самого престижного конкурса среди скрипачей мира — Конкурс имени королевы Елизаветы в Брюсселе.